# Couvent des Ursulines de Rouen
Pour les articles homonymes, voir Couvent des Ursulines.
Le couvent des Ursulines de Rouen est un couvent de l'Ordre de Sainte-Ursule situé dans le quartier Croix de Pierre, dans la partie Est de Rouen.
La chapelle funéraire, rue des Capucins, fait l’objet d’une inscription au titre des monuments historiques depuis le 18 février 1975.

## Accès
Ce site est desservi par la station de métro : Boulingrin sur la place du Boulingrin, située sur le boulevard de l'Yser.

## Histoire

### Implantation et développement des Ursulines à Rouen

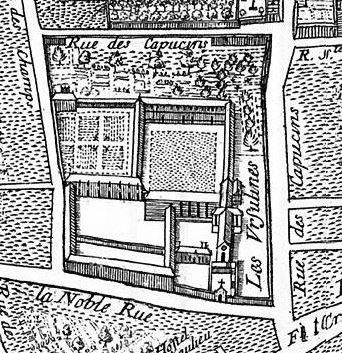
Le couvent des Ursulines par Gomboust en 1655.

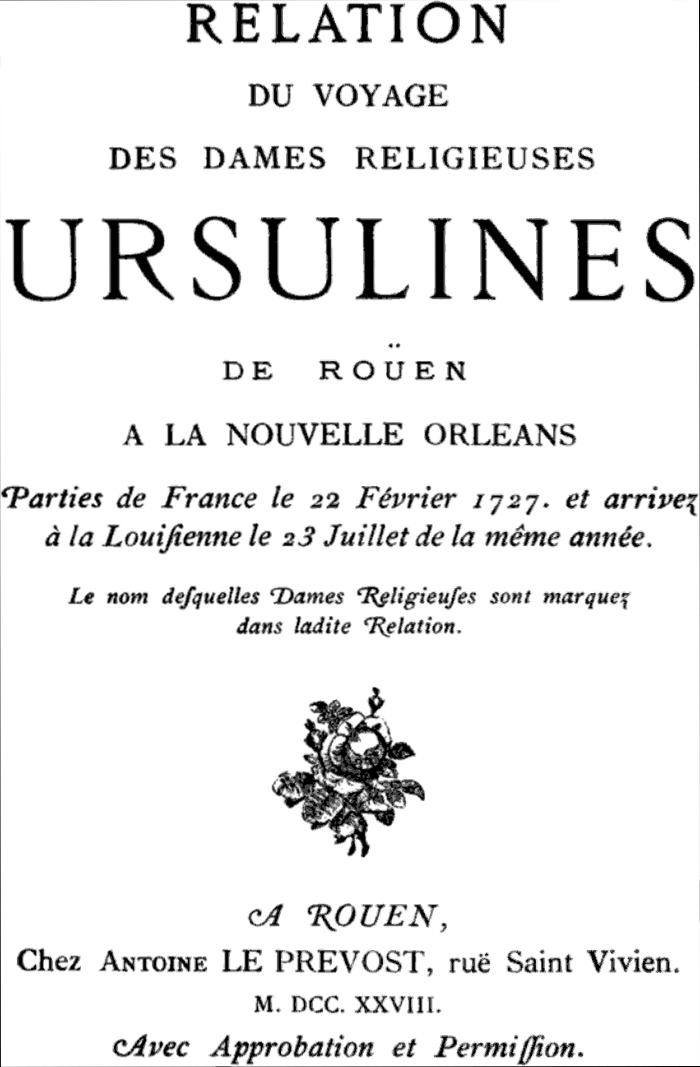
Relation du voyage des dames religieuses Ursulines de Roüen à La Nouvelle-Orléans, Rouen, Antoine le Prevost, 1728.

Le couvent des Ursulines se trouve dans un « quartier un peu isolé », dans la partie Est de Rouen. « Les couvents, au XVIIe siècle, étaient venus remplacer les logis des purins» à l’époque de la Contre-Réforme et du concile de Trente, dans une zone relativement dégagée comprise à l’intérieur de la dernière enceinte médiévale, afin de s’opposer aux protestants.
Les Ursulines (ordre de Sainte Ursule) sont fondées en 1535 à Brescia (Lombardie) en Italie par sainte Angèle Mérici. Elles se consacrent à l’enseignement et l’éducation des jeunes filles pauvres. Elles s’installent pour la première fois en France en 1596 dans l'actuel Vaucluse et fondent un premier établissement à Paris en 1612. En 1617, elles arrivent à Rouen. Les commencements y furent difficiles. L’ancien couvent des Bons-Enfants, qui devait être mis à leur disposition par le cardinal de Joyeuse en échange de leurs services, fut refusé par la ville. « Les échevins trouvaient alors que les communautés religieuses devenaient beaucoup trop nombreuses ». Malgré leur but très pratique, l’instruction gratuite des enfants, les échevins ont repoussé leur demande à plusieurs reprises.
Tolérées, dans une situation précaire, elles restèrent à Rouen, en attente de jours meilleurs. Une lettre patente du roi dit ainsi « Instituées pour vaquer à l’instruction des petites filles, à la piété et aux bonnes mœurs et honnêtes occupations convenables à leur sexe, elles auraient droit de bâtir et construire les maisons et lieux qui conviendraient ». Urbain VIII (pape de 1623 à 1644) avait « promis d’ajouter à leurs vœux celui de se consacrer à l’instruction publique ». Ce fut madame d’Aclainville, femme d’un échevin, qui acheta la première maison des ursulines, proche de la Rougemare. En 1630, elles enseignent à 500 élèves. « Vers 1640, les ursulines se transportèrent alors dans un terrain […] entre la rue des Champs et la rue de Coqueromont (actuelle rue des Capucins) sur la paroisse Saint-Vivien. » Le 6 décembre 1653, les ursulines occupent un nouveau couvent. En 1665, la communauté comprend 61 religieuses dont une trentaine sont employées à l’instruction des filles. En 1690, 40 des 75 religieuses sont vouées à « l’enseignement de tous ces enfants du peuple auxquelles elles donnaient gratuitement livres et métiers ».
En 1727, des ursulines de Rouen dont Marie-Madeleine Hachard se rendent à La Nouvelle-Orléans pour y fonder un couvent, diriger un hôpital et se charger de l’éducation des jeunes filles.
En 1790, juste avant la Révolution, les ursulines sont 27 professes, 3 novices et 7 converses. Par décret du 18 août 1792, les ursulines sont expulsées. De 1792 à l’an X, le couvent se trouve occupé par le ministère de la guerre pour le logement des réquisitionnaires. « Il était dans un tel état de délabrement que l’autorité militaire se refusait à y loger des compagnies de réserve. » Saisies comme biens nationaux, les maisons de la rue des Capucins qui dépendaient du couvent furent aliénées pour la plupart. Par décret du 23 avril 1807, les ursulines « furent remises définitivement en possession de leur couvent de la rue des Capucins, où elles rentrèrent au mois de septembre. » Elles étaient 29 religieuses et professes, 10 converses et novices et 1 postulante. Leur école gratuite reprit du service jusqu’à la création de l’école Saint-Vivien. 200 enfants y assistaient. Le rôle des ursulines était reconnu par la mairie, qui disait « qu’elles rendaient des services essentiels sans être onéreux ».
En 1893, les écoles ursulines ont fermé leurs portes. En 1903, c’est au tour de l’église de fermer, à la suite des nouvelles lois anticongrégationnistes mises en application.

### Description du couvent
Georges Dubosc en propose une description, qui est complété grâce à l’ouvrage de l’abbé Renault. Le couvent fut réalisé par Abraham et Pierre Hardouin, architectes à Rouen ; les frères Guillaume, Vincent et Jacques Gravois, entrepreneurs ; Jacques Le Boursier, charpentier ; Jean Itasse, maître couvreur. Il a été construit à partir de 1652 et achevé le 1er décembre 1653. Les sœurs Ursulines s’y installent le 6. Le couvent se composait alors d’une chapelle et du « grand bâtiment de trente trois toises de longueur, trente quatre pieds de largeur et trente sept de hauteur jusqu’au-dessus de la corniche ou entablement, il est composé de trois étages le rez-de-chaussée compris ». La forme de quadrilatère, forme conventionnelle du couvent, s’est limitée à une aile en raison de difficultés financières. Les bâtiments ont été complétés par la suite, par réalisation du « logis » (1657-58). Les embarras financiers ont repoussé à plus tard (milieu du XVIIIe siècle) les travaux que sont la réalisation de l’église des fidèles, les infirmeries et le chœur des religieuses. L’architecte Gravois, de la famille d’entrepreneurs qui ont édifié le grand bâtiment, fait des devis pour la réalisation du chœur, l’avant-chœur, l’église, le portail et la sacristie. Les travaux ont été réalisés par Hongnard, maître maçon ; Jean-Baptiste Le Fay, menuisier et Jean-Baptiste Darondeau, vitrier. La première pierre est posée le 18 avril 1746. Sa dédicace a eu lieu le 19 septembre 1751 en l’honneur de l’Immaculée Conception.

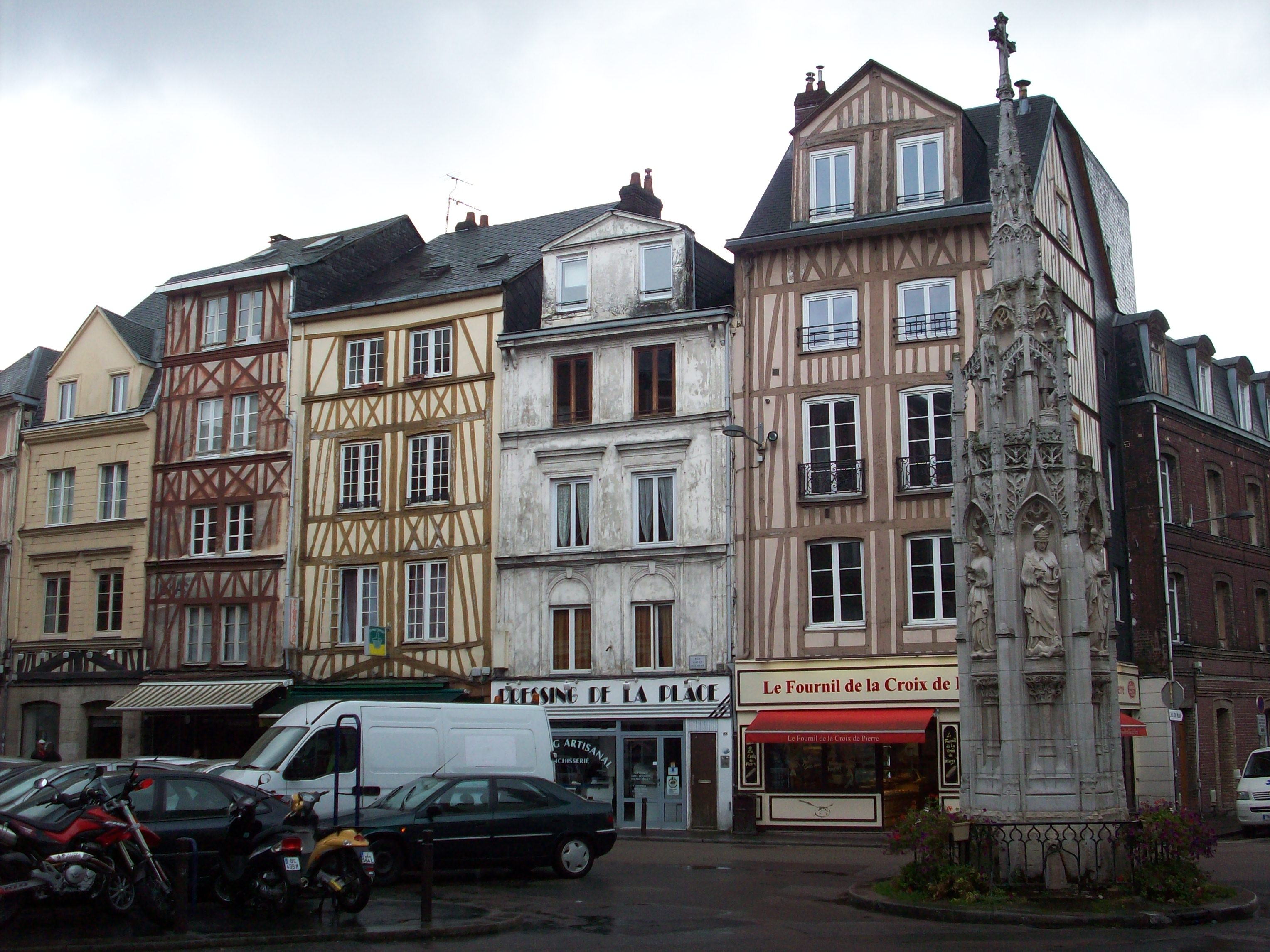
Le quartier de la Croix-de-Pierre et sa fontaine.

« Sur la vieille rue des Capucins, à deux pas de la Croix de Pierre, s’aperçoit encore, au-dessus d’un haut perron, un immense portail ». C’est ainsi que G. Dubosc décrit l’entrée de la grande chapelle, élément remarquable du couvent. L’abbé Renault nous donne pour sa part les dimensions de cet édifice. « Voici les dimensions de l’église du monastère : elle a de long en dedans 82 pieds ou 13 toises 4 pieds, hauteur 40 pieds, de large en dedans 26 pieds ou 4 toises 2 pieds, le chœur a en dedans 26 pieds 4 pouces de long, de large en dedans 26 pieds, l’avant chœur a de long dedans 19 pieds, de large en dedans 26 pieds, la sacristie a de long en dedans 12 pieds. »
L’entrée du couvent se fait plus haute sur la rue des Capucins. « La distribution des bâtiments, cours, préaux, jardins, cloître, est à peu près celle qui existe » en 1906. Les lieux au sein du couvent se voient attribuer des noms : la chapelle du dehors, destinée aux fidèles, la chapelle du dedans, pour les sœurs Ursulines, la chapelle des Infirmes, le cloître, le Tour, la Chambre de la portière, le Passage, où se trouvent les lave-mains.

### L'acquisition du couvent par la Ville de Rouen
L’achat de « l’ancien monastère des Ursulines qui englobe entre la rue des Champs et la rue des Capucins tout un espace de constructions, de préaux, de cours, de jardins et de vergers » se réalise à une époque où différentes lois se voient appliquer, afin de réduire l’importance des institutions religieuses et enseignantes. En effet, celles-ci étaient les seules à transmettre le savoir à la population, jusqu’à la création de l’école publique.
Au moment de son achat le 7 août 1906, le couvent des Ursulines possède en plus des chapelles et des bâtiments conventuels, neuf maisons sur la rue des Capucins, rue des Champs et l’impasse de la Folie. La totalité des propriétés est mise à prix suivant un jugement du 4 juillet 1906 pour la somme de 100 000 francs. La ville de Rouen a été déclarée adjudicataire pour 116 000 francs. Lors de la séance du 24 août 1906, « le Conseil ratifie l’acquisition faite par M. le maire, au nom de la Ville, en l’audience des criées du Tribunal civil de Rouen du 7 août 1906, moyennant le prix principal de 116 000 f, de la propriété composée de divers immeubles, avec constructions, cours et jardins, le tout situé à Rouen, rue des Capucins, N°21 à 37, impasse de la Folie N°3 et rue des Champs ». D’une superficie de plus d’un hectare, le couvent est « situé au milieu d’un quartier populeux et dans lequel il ne sera pas inutile d’apporter quelques améliorations sous le rapport de l’assainissement ». L’acquisition des lieux facilitera l’alignement sur rue et l’élargissement de la rue des Capucins. La Municipalité envisage de mettre ce toit au profit « de la population laborieuse et surtout des enfants nombreux qu’on y compte », et créer un lieu de promenade et de récréation, d’autant plus qu’une portion de terrain se trouve déjà plantée d’arbres. De plus, la grande quantité d’espace permet d’envisager la création d’un nouveau groupe scolaire puisqu’il « serait placé dans les meilleures conditions d’hygiène », par la création de vastes cours de récréation.

### La Grande Famille Rouennaise
Quelques années plus tard, Pierre Chirol (1881-1953), architecte rouennais, a transformé un des bâtiments conventuels en logements pour « des ménages comptant en 1913 au moins cinq enfants », au profit de la Fondation de la Grande Famille Rouennaise. Ce bâtiment longe la rue des Champs.
En 1922, il est appelé pour compléter son travail sur les deux ailes de l’ancien couvent. Les Amis des monuments rouennais lui ont demandé alors de « publier les constatations faites au cours de ces divers travaux et de conserver ainsi le souvenir d’un décor qui ne fut point sans importance dans les fastes religieux de notre ville du XVIIIe siècle ». La demande des AMR est intéressante car dans son rôle d’illustrer le patrimoine urbain de Rouen, elle conserve la mémoire d’un édifice particulier que celui de l’ancien couvent des Ursulines.
La Grande Famille est une association dont l’initiative revient au notaire Philippe Deschamps ainsi que d’autres notables « soucieux d’apporter une solution – partielle, certes, mais efficace – au problème du logement des familles nombreuses aux ressources réduites ». Les statuts de l’association furent déposés à la Préfecture le 19 décembre 1912. Elle permet d’abriter « tout un petit village, qui compte près de 500 habitants », et de les protéger « des ravages que causent les grands fléaux sociaux tels que l’alcoolisme et la tuberculose qui ne sont, le plus souvent, que la suite et la conséquence de leur frère aîné, le taudis ». Le début du XXe siècle voit l’émergence du mouvement hygiéniste, qui lutte contre l’insalubrité des logements et la propagation de la tuberculose, suivant les théories hygiénistes.
Les locaux, vacants, ont été utilisés pendant la guerre et affectés aux services militaires. La demeure se trouve consacrée en 1922-1923 aux œuvres sociales et abrite la Grande Famille.
P. Chirol réalise une description précise, avant son intervention, du grand bâtiment qui est « divisé par la cage d’escalier, présente une façade de soixante mètres de long », pour une largeur de 9 m. Cette construction est orientée sud. Un couloir de 2,5 m donne accès aux différentes pièces, éclairées par le nord. Au premier et deuxième étage se trouvent les cellules, « qui s’inscrivent dans un cube parfait de 3 mètres de côté ». Elles sont desservies par un couloir central de 3 m de large. Le comble profite quant à lui d’une « magnifique charpente [qui] ménageait des perspectives grandioses ». L’éclairage se fait par quatre lucarnes qui constituent le seul ornement de la façade sud. Par souci d’économie, la pierre se trouve employé seulement aux harpes et aux cordons horizontaux, le remplissage se fait par des moellons concassés et de mortier de médiocre qualité, constaté au cours des scellements nécessaires à la transformation des lieux. La façade nord, pour sa part, est réalisée en pierre dure provenant de la vallée de la Seine. Pour des édifices de cette période, « l’apparence robuste des maçonneries est souvent trompeuse ».

La transformation des locaux suit la trame composée par les ouvertures sur le mur nord. P. Chirol choisit de conserver au maximum et de rester fidèle à l’existant, afin de conserver l’image du bâtiment mais aussi pour réduire le coût des travaux.

« Le campanile du monastère surmontait le chœur des religieuses. Il demeure aujourd’hui le dernier témoin de la vie conventuelle ».

« Aujourd’hui, le domaine des Ursulines, acquis par la ville, est morcelé entre plusieurs services : les jardins, au Nord du grand bâtiment, constituent un parc public bien utile en ce quartier ; les logements en bordure de la rue des Capucins sont attribués à des employés municipaux ; la grande chapelle est inemployée, et les bâtiments conventuels ont été loués à l’Association de la Grande Famille qui y peut abriter quatre cents personnes ».

La ville de Rouen loue pour le franc symbolique par année la majeure partie des bâtiments à la Grande Famille. L’association a à sa charge le paiement des impôts, l’entretien des bâtiments et les aménagements nécessaires pour « loger séparément une cinquantaine de ménages là où vivaient en communauté des religieuses ».
Les deux ailes de l’ancien couvent permettent d’abriter 29 logements. Les familles qui échappent au taudis et au garni, peuvent « trouver au prix très modéré de 40 francs par mois, un logement sain et honnête » (un garni de 2 pièces rue Martainville est loué 80 francs par mois pour loger 9 personnes).
Quelques années plus tard, le percement de l’avenue de la Porte-des-Champs (ancienne rue Eugène-Richard), déclaré d’utilité publique par un arrêté préfectoral le 28 avril 1960, et qui relie le centre-ville aux Sapins, ampute la Grande Famille de tout le bâtiment qui regarde vers l’ouest, qui longe la rue Eugène-Richard, et qui abrite 26 familles. « Il ne reste alors qu’une vingtaine de familles, soit plusieurs centaines de personnes ».
Le groupement de population qui vit à la Grande Famille rouennaise est devenu selon Michel Quoist « le plus vivant des groupements de voisinage. Il fallait connaître la « Grande Famille rouennaise » pour comprendre le quartier de la Croix de Pierre. Privée d’elle, celui-ci ne serait plus qu’un corps décapité ».

### La bibliothèque municipale de prêt

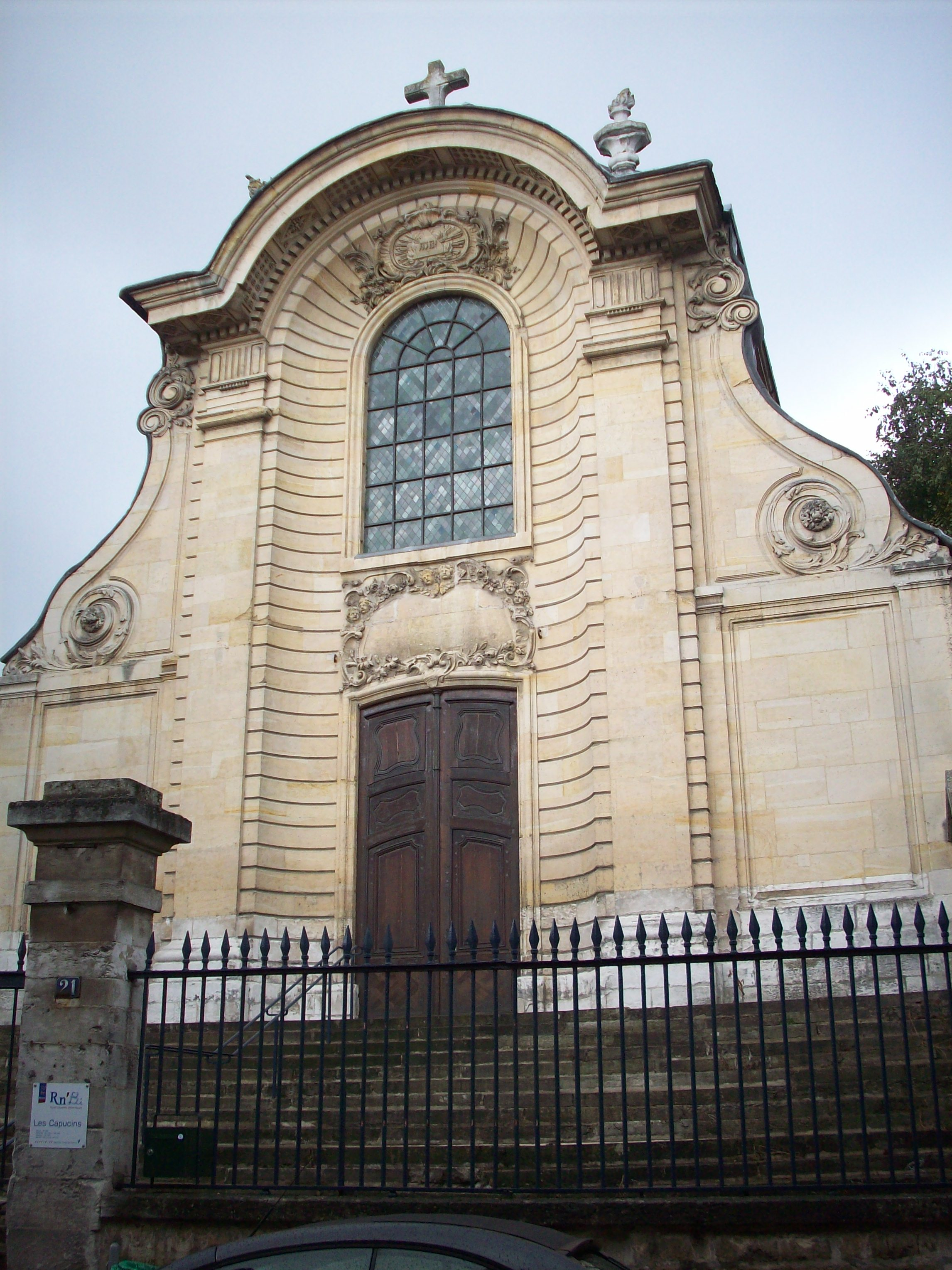
La bibliothèque des Capucins.

Le cas de la grande chapelle suit un cours un peu différent. Face au succès de la bibliothèque de prêt gratuit de Saint-Sever, rive gauche, ouverte en 1907 rue Tous-Vents, dans l'ancienne chapelle des Sœurs de Saint Vincent de Paul, la question se pose du prêt gratuit rive droite qui n'est pas consenti à la grande bibliothèque Villon, à la suite des doléances de plusieurs Rouennais. La municipalité s'interroge sur l'emploi de la chapelle des Ursulines, en attente d'usage depuis son achat par la ville de Rouen. Des travaux de mise « hors d'eau » sont votés le 27 février 1927, avant qu'elle ne soit utilisée comme dépôt des archives municipales pendant les travaux effectués à l'hôtel de ville. Diverses affectations sont envisagées : un musée d'Art normand, rejeté car son éloignement du centre-ville le rendrait difficile à trouver ; l'aménagement d'une salle de conférence ou la création d'une bibliothèque populaire.
La transformation en bibliothèque populaire de cette chapelle est liée à sa situation dans un « quartier populaire pour qu'elle pût répondre plus complètement à son programme : distraire, instruire et renseigner les personnes des conditions sociales les plus modestes, tout aussi bien que les autres ». Elle se trouve en cela fortement liée à la Grande Famille, qui occupe les bâtiments voisins. Cette bibliothèque dont la restauration, confiée à M. Lain, architecte de la ville, qui « a rendu sa splendeur ancienne à ce noble spécimen de l'architecture religieuse du XVIIIe siècle, tout en l'adaptant parfaitement à son utilisation nouvelle » sera « absolument gratuite ». Elle est « transformée d'une façon très heureuse en bibliothèque de prêt gratuit » et inaugurée le 13 avril 1929. Le nouvel établissement comprend quelque 1 200 volumes et se trouve confié par M. Morin, adjoint au maire, au bibliothécaire M. Gabriel Donnadieu qui a « la noble tâche de rallumer dans ce temple désert la lampe de l'esprit ». « La chapelle aux marches innombrables sert de Bibliothèque populaire qu’ont oublié de mentionner les annuaires, malgré la noblesse de son allure de grande dame égarée parmi les pauvres ».
Le 21 juin 1954, la bibliothèque est à nouveau inaugurée après un réaménagement complet, permettant ainsi un accès au prêt direct par le public.

### La bataille des Ursulines
Le Rouen médiéval était homogène à l'intérieur des 170 hectares du centre historique. Une situation qui a changé avec les destructions de la Seconde Guerre mondiale et la Reconstruction, qui a fait disparaître les vieux quartiers du centre, marquant ainsi un fort contraste avec le quartier Est, qualifiée par Alain Gaspérini, des services techniques de l'atelier d'urbanisme de la Ville de Rouen, de « pittoresque, vétuste et pauvrement habité ». Le quartier, peu sinistré pendant la guerre, a servi de refuge à la population aux conditions modestes. Le quartier « paraissait vivant, actif, chaleureux en comparaison des espaces désolés par les bombardements ». Mais les jeunes sont partis vers des logements comprenant tout le confort moderne. Cette zone, peu chère, a accueilli les travailleurs migrants donnant un visage exotique au quartier. « Cette triste situation appela dès 1960 les autorités municipales à tenter de reprendre l'œuvre d'assainissement abandonnée vers 1880 », qui s'était surtout accompli autour de l'actuelle place Saint-Marc. Le secteur Est possède une mauvaise image. À l'époque, le quartier se dégrade et se vide de ses habitants. Il est « mal connu, mal-aimé ». Un article de Jean Vavasseur titre dans le Paris-Normandie « Le quartier des couvents ». Les vestiges des remparts « protègent encore ce vieux quartier de Rouen où les maisons à pans de bois sont imbriquées les unes dans les autres » et où quelques constructions de vastes proportions, les couvents, se détachent. Cet héritage de la Contre-Réforme est au milieu du XXe siècle encore très présent.
En 1963, une délibération du conseil municipal vote la création de l'avenue de la Porte-des-Champs. Cette grande percée qui débute en 1967 pour être achevé en 1974 et « doit permettre de relier ultérieurement le Boulingrin à la place Saint-Vivien » oblige à la destruction d'une partie de la Grande Famille, qui a été la première intervention de Pierre Chirol, qui longe le futur grand-axe. La destruction de ce bâtiment a fait apparaître aux yeux des Rouennais « la grandeur et la noblesse de l'ancien monastère ». Cet axe nord-sud a pour but de revitaliser le quartier comme le titre un article de Paris-Normandie.

### De nouveaux équipements
Pendant cette période, la Ville cherche un lieu pour implanter deux équipements : un équipement scolaire et le Conservatoire régional de musique. Le choix se porte naturellement sur d'anciens monastères et couvents, situés dans le quartier Est. Le Couvent de la Visitation, qui n'abritait plus qu'une vingtaine de religieuses a été cédé à la ville pour y édifier le futur lycée Jeanne-d'Arc. Il y a été fait le choix de raser tous les bâtiments, seuls se trouvent conservées les terrasses sur les anciens remparts et une chapelle creusée dedans. Cette opération n'a pas suscité beaucoup d'intérêt selon les Amis des Monuments Rouennais. Il peut se comprendre comme le résultat d'une communauté religieuse fermée sur elle-même, et par sa situation sur un petit axe de circulation. « Il en fut autrement de la « Bataille des Ursulines » qui souleva des passions, non seulement à Rouen, mais, comme on le verra, jusqu'aux États-Unis ».
Quelque temps plus tard, Denis Horst dans son article du Paris-Normandie considère qu'« on s'agite beaucoup autour du couvent des Ursulines ». Il y cite Pierre-Maurice Lefebvre, adjoint au maire et architecte. Pour lui « Rouen est connu pour son caractère ancien, mais c'est aussi une cité nouvelle, moderne, qui doit vivre avec son temps ». On retrouve ici le conflit entre tradition et modernité. La ville œuvre à sauvegarder une partie de son patrimoine, notamment dans le cœur historique, mais comme il le dit « Nous ne conservons que ce qui mérite d'être conservé ». La municipalité veut profiter de ce terrain « libre » pour « revitaliser ce quartier vétuste en train de mourir », d'où la logique des opérations que sont le lycée Jeanne-d'Arc et le Conservatoire. Concernant la conservation des bâtiments, pour les architectes, ils sont impossibles à réutiliser.
Le 6 février 1974, une lettre d’un habitant depuis 15 ans le long de ce qui est devenu l'avenue de la Porte-des-Champs, paraît dans le journal. Il est sensible à la volonté de redonner vie au secteur Est mais pour autant « était-il nécessaire, pour y implanter le futur Conservatoire, de faire entièrement disparaître ce magnifique bâtiment XVIIe de la Grande Famille Rouennaise, avec ses grands toits et son alternance d'élégantes lucarnes de pierre ? ». Il se pose la question du coût de la nouvelle construction avec celui du réaménagement du bâtiment et son éventuelle extension. Bernard Canu, adjoint au maire chargé des problèmes d'urbanisme, lui répond le lendemain par le même média. Pour lui, l'illogisme qui peut exister à l'échelon d'un quartier trouve une cohérence dans le schéma d'aménagement globale de la ville. De grandes opérations ont été lancées : le lycée Jeanne-d'Arc, le Conservatoire, l'îlot B et l'avenue de la Porte-des-Champs. Il défend les actions de la Ville par le fait qu'« il existe bien du monde pour protéger les vieilles pierres et bien des ministères pour surveiller. Il existe aussi un atelier d'urbanisme terriblement soucieux de la sauvegarde de notre patrimoine, ce qui fait qu'avant de détruire quoi que ce soit, un inventaire est établi, évitant toute erreur et « mettent de côté » ce qui le mérite ».
Ce couvent comme témoignage d'un passé révolu est situé dans un quartier « protégé » et se trouve ouvert à la visite. Selon P. Deschamps, des propositions ont été faites pour remonter à La Nouvelle-Orléans certains éléments du couvent : « le pittoresque clocheton du chœur des religieuses, la chapelle funéraire ».
Henry Néel, journaliste au Figaro, rédige un article le 21 février sur l'« affaire ». Les habitants de Rouen « estiment que les architectes, d'un talent certain, pourraient sauver et utiliser des édifices condamnés avec, semble-t-il, quelque légèreté. […] Pourquoi faut-il ajouter des destructions, froidement ordonnées, à celles des bombardements ? ».
Durant la semaine précédant la visite, les travaux de démolitions déjà engagés sont accélérés. Le chœur des religieuses voit son campanile abattu et brûlé et son comble démonté.

### Le rassemblement
Le 23, un millier de Rouennais, sous le soleil, sont en pèlerinage au couvent des Ursulines. Les Rouennais sont venus contempler sous un soleil radieux, « ce qui a été encore épargné, et protester, bien sûr, avec véhémence et passion (« La passion rend injuste », dit Edmond Rostand dans L’Aiglon) contre cette destruction d’un des éléments du passé de la ville ». Maurice Morisset se dit étonné de ce rassemblement et indigné de la violence des propos tenus, ainsi que de cette action tardive « quand il n’est plus temps, semble-t-il, de revenir en arrière ». Les Rouennais sont venus « en visiter les ruines ». « Le spectacle offert aux manifestants ne pouvait que leur rappeler celui des bombardements ». Dans un dernier acte, les Amis des monuments rouennais somment la ville de montrer l’autorisation préalable de démolition, qui déclare qu’un immeuble situé dans le champ de visibilité d’un édifice classé ou inscrit ne peut faire l’objet d'aucune construction nouvelle, d'aucune démolition, d'aucun déboisement, d'aucune transformation ou modification de nature à en affecter l'aspect, sans une autorisation préalable.
Après le succès de la manifestation du 23 février, une nouvelle demande au Maire a été rédigée de suspendre les travaux. « Il n'en fut rien, et les démolitions se précipitèrent », au point qu'un journal titre « Les Ursulines, c'est fini».
La destruction du couvent fait douter le président des AMR sur l'avenir de la chapelle, qui sert de bibliothèque. P-M Lefebvre le rassure, « de l'ancien couvent, on conservera la chapelle-bibliothèque, la petite chapelle funéraire et le grand escalier Louis XV ». Cette déclaration a été faite lors d'une conférence qui a eu lieu le 21 février. « Les terrains à Rouen étant rares, et les besoins en constructions nouvelles importants, il est tout indiqué d'utiliser l'emplacement d'anciens monastères devenus disponibles ».

### La fin du conflit

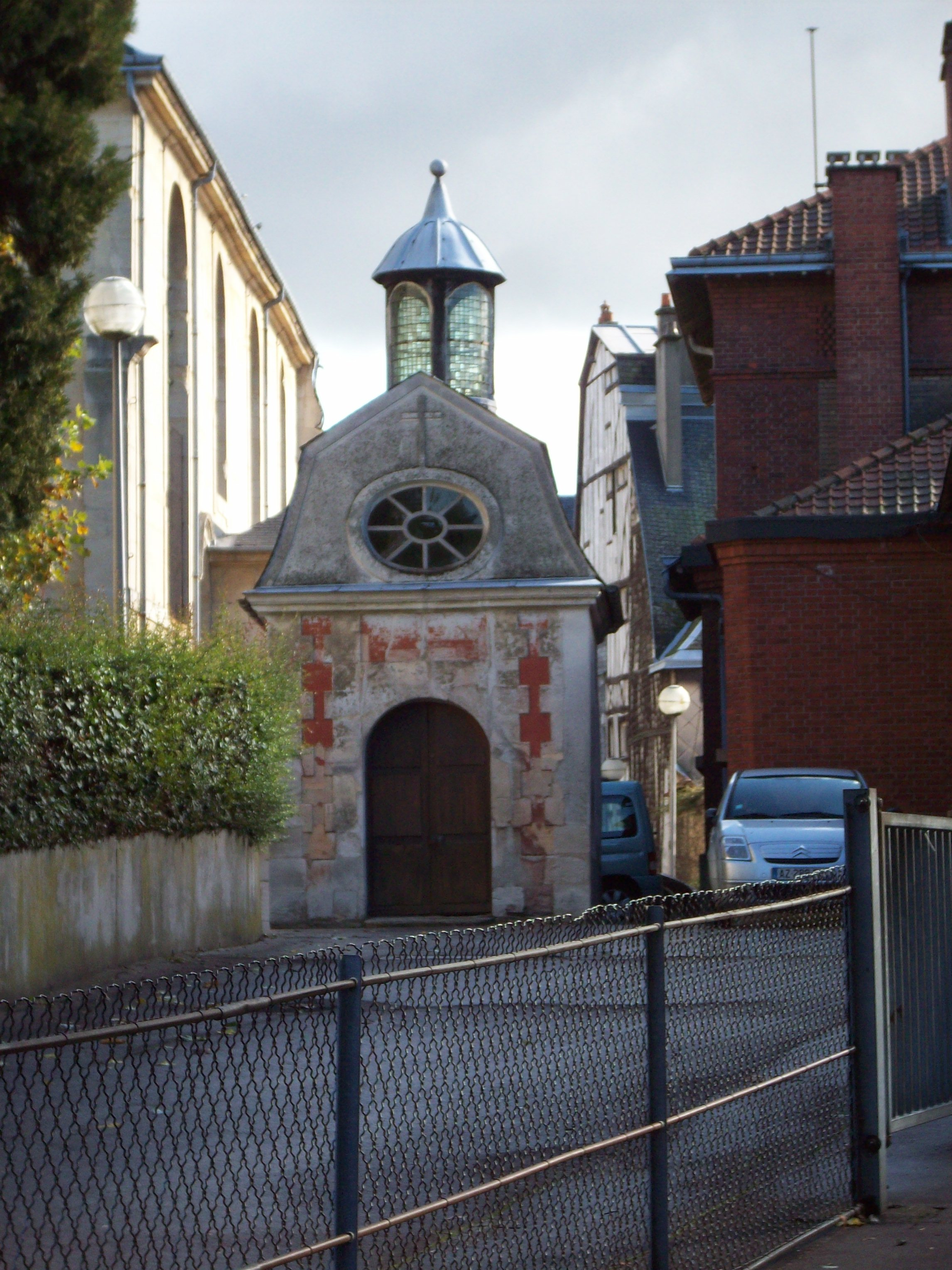
La chapelle funéraire.

La revue Archéologia de mars 1974 accuse la municipalité de Rouen de la démolition du couvent mais aussi sa politique dans les quartiers anciens. Toutefois, le Conservatoire régional des bâtiments de France a fait démonter le grand escalier d'honneur et mettre à l'abri quatre des maisons à pans de bois de la rue des Capucins. Mme Godin, responsable de la bibliothèque des Capucins, est entrée en contact avec la Old Ursuline Convent Guild, qui se trouve chargée de la mémoire de la congrégation, et a récupéré pour sa part une croix en fer forgé, qui une fois réparée, a été envoyée avec la grande statue de la Vierge qui dominait le maître-autel de la chapelle, à La Nouvelle-Orléans.
Le 18 février 1975, à la suite d'un relevé du bâti du couvent des Ursulines avant sa démolition, la chapelle funéraire est inscrite aux Monuments historiques.
Le 4 novembre 1977, le nouveau Conservatoire national de région est inauguré par Emmanuel Bondeville, secrétaire perpétuel de l’Académie des Beaux-Arts. Il remplace les locaux situés dans l’hôtel du Bailliage, qui se sont révélés trop exigus. En 1968, le conservatoire de musique de Rouen, créé en 1945, devient le Conservatoire national de région. De nombreux projets ont été étudiés et c’est la quatorzième et dernière étude, celle de l’avenue de la Porte-des-Champs qui a été retenue, pas sans problème, comme on a pu le lire. Les plans ont été dressés par l’architecte Rodolphe Dusseaux, auteur de la préfecture de Rouen, devenue Hôtel du Département et de la tour des archives. Rouen s’enrichit donc d’un conservatoire de « conception moderne ».

## Sources
- Archives de l'hôtel de ville de Rouen, Le couvent des Ursulines, Rouen.
- Archives départementales de la Seine-Maritime, 121 Fi. Fonds Pierre Chirol, la Grande Famille Rouennaise.
- Service régional de l'inventaire de Haute-Normandie, Couvent. Monastère des Ursulines, Rouen, 1974[32]
- Pierre Chirol, Le Couvent des Ursulines de la rue des Capucins, Rouen, imprimerie Lecerf et fils, 1926, 18 p.Extrait du Bulletin de la Société des Amis des monuments rouennais (1922-23)
- Pierre Chirol, « Le Couvent des Ursulines de la rue des Capucins », dans Églises, hôtels, vieilles maisons de Rouen, Rouen, Société des amis des monuments rouennais, 1986, 518 p. (OCLC 758618632), p. 277-292
- Georges Dubosc, « Par ci, par là. Le couvent des Ursulines récemment acquis par la ville de Rouen », Journal de Rouen,‎ 19 août 1906, p. 4 (lire en ligne).
- Jean-Joseph Expilly, Dictionnaire géographique, historique et politique des Gaules et de la France, Paris, Desaint et Saillant, 1762-1770, p. 459.
- François Lemoine et Jacques Tanguy, Rouen aux 100 clochers : Dictionnaire des églises et chapelles de Rouen (avant 1789), Rouen, PTC, 2004, 200 p. (ISBN 2-906258-84-9, OCLC 496646300, lire en ligne)
- Patrice Quéréel (préf. Guy Pessiot), La Ville évanouie - Rouen : un demi-siècle de vandalisme, Saint-Aubin-lès-Elbeuf, Page de Garde, 1999, 381 p. (ISBN 2-84340-108-9), « Les Ursulines », p. 244-249
- Michel Quoist, La Ville et l’homme. Rouen. Étude sociologique d’un secteur prolétarien, Paris, Les éditions ouvrières, 1952, 287 p.
- Abbé Renault, Les Ursulines de Rouen 1619-1906, Fécamp, Imprimeries réunies L. Durand et fils, 1919, 328 p. (OCLC 457730261)
- Jérémy Vivier, Processus de transformation, le cas du couvent des Ursulines, mémoire de master, ENSA Normandie, Darnétal, 2010, 49 pages[33].